# 7e étape du Tour d'Italie 2017
Pour un article plus général, voir Tour d'Italie 2017.
La 7e étape du Tour d'Italie 2017 se déroule le vendredi 12 mai 2017, entre Castrovillari et Alberobello sur une distance de 224 km.

## Résultats

### Classement de l'étape
| \| Classement de l'étape \| Classement de l'étape \| Classement de l'étape \| Classement de l'étape \| Classement de l'étape \| \| Coureur \| Coureur \| Pays \| Équipe \| Temps \| \| --------------------- \| --------------------- \| --------------------- \| --------------------- \| --------------------- \| \| 1er \| Caleb Ewan \| Australie \| Orica-Scott \| 5 h 35 min 18 s \| \| 2e \| Fernando Gaviria \| Colombie \| Quick-Step Floors \| + 0 s \| \| 3e \| Sam Bennett \| Irlande \| Bora-Hansgrohe \| + 0 s \| \| 4e \| André Greipel \| Allemagne \| Lotto-Soudal \| + 0 s \| \| 5e \| Jasper Stuyven \| Belgique \| Trek-Segafredo \| + 0 s \| \| 6e \| Ryan Gibbons \| Afrique du Sud \| Dimension Data \| + 0 s \| \| 7e \| Enrico Battaglin \| Italie \| LottoNL-Jumbo \| + 2 s \| \| 8e \| Rüdiger Selig \| Allemagne \| Bora-Hansgrohe \| + 2 s \| \| 9e \| Alexey Tsatevitch \| Russie \| Gazprom-RusVelo \| + 2 s \| \| 10e \| Vincenzo Nibali \| Italie \| Bahrain-Merida \| + 2 s \| |                   |                |                   |                 |
| |                   |                |                   |                 |
| Source : ProCyclingStats |                   |                |                   |                 |
| Classement de l'étape |                   |                |                   |                 |
| Coureur | Coureur           | Pays           | Équipe            | Temps           |
| 1er | Caleb Ewan        | Australie      | Orica-Scott       | 5 h 35 min 18 s |
| 2e | Fernando Gaviria  | Colombie       | Quick-Step Floors | + 0 s           |
| 3e | Sam Bennett       | Irlande        | Bora-Hansgrohe    | + 0 s           |
| 4e | André Greipel     | Allemagne      | Lotto-Soudal      | + 0 s           |
| 5e | Jasper Stuyven    | Belgique       | Trek-Segafredo    | + 0 s           |
| 6e | Ryan Gibbons      | Afrique du Sud | Dimension Data    | + 0 s           |
| 7e | Enrico Battaglin  | Italie         | LottoNL-Jumbo     | + 2 s           |
| 8e | Rüdiger Selig     | Allemagne      | Bora-Hansgrohe    | + 2 s           |
| 9e | Alexey Tsatevitch | Russie         | Gazprom-RusVelo   | + 2 s           |
| 10e | Vincenzo Nibali   | Italie         | Bahrain-Merida    | + 2 s           |

### Points attribués
|   | Cycliste             | Nat       | Équipe                        | Pts | Bonif |
| - | -------------------- | --------- | ----------------------------- | --- | ----- |
| 1 | Dmitry Kozontchuk    | Russie    | Gazprom-RusVelo               | 20  | 3 s   |
| 2 | Giuseppe Fonzi       | Italie    | Wilier Triestina-Selle Italia | 12  | 2 s   |
| 3 | Fernando Gaviria     | Colombie  | Quick-Step Floors             | 8   | 1 s   |
| 4 | André Greipel        | Allemagne | Lotto-Soudal                  | 6   |       |
| 5 | Daniel Teklehaimanot | Érythrée  | Dimension Data                | 4   |       |
| 6 | Jasper Stuyven       | Belgique  | Trek-Segafredo                | 3   |       |
| 7 | Maximiliano Richeze  | Argentine | Quick-Step Floors             | 2   |       |
| 8 | Dries Devenyns       | Belgique  | Quick-Step Floors             | 1   |       |

|   | Cycliste              | Nat        | Équipe                        | Pts | Bonif |
| - | --------------------- | ---------- | ----------------------------- | --- | ----- |
| 1 | Dmitry Kozontchuk     | Russie     | Gazprom-RusVelo               | 20  | 3 s   |
| 2 | Giuseppe Fonzi        | Italie     | Wilier Triestina-Selle Italia | 12  | 2 s   |
| 3 | Fernando Gaviria      | Colombie   | Quick-Step Floors             | 8   | 1 s   |
| 4 | Jasper Stuyven        | Belgique   | Trek-Segafredo                | 6   |       |
| 5 | Maximiliano Richeze   | Argentine  | Quick-Step Floors             | 4   |       |
| 6 | Laurent Didier        | Luxembourg | Trek-Segafredo                | 3   |       |
| 7 | Bart De Clercq        | Belgique   | Lotto-Soudal                  | 2   |       |
| 8 | Christopher J. Jensen | Danemark   | Orica-Scott                   | 1   |       |

| - Sprint final d'Alberobello (km 224) \| \| Cycliste \| Nat \| Équipe \| Points \| Bonif \| \| -- \| ----------------- \| -------------- \| ----------------- \| ------ \| ----- \| \| 1 \| Caleb Ewan \| Australie \| Orica-Scott \| 50 \| 10 s \| \| 2 \| Fernando Gaviria \| Colombie \| Quick-Step Floors \| 35 \| 6 s \| \| 3 \| Sam Bennett \| Irlande \| Bora-Hansgrohe \| 25 \| 4 s \| \| 4 \| André Greipel \| Allemagne \| Lotto-Soudal \| 18 \| \| \| 5 \| Jasper Stuyven \| Belgique \| Trek-Segafredo \| 14 \| \| \| 6 \| Ryan Gibbons \| Afrique du Sud \| Dimension Data \| 12 \| \| \| 7 \| Enrico Battaglin \| Italie \| Lotto NL-Jumbo \| 10 \| \| \| 8 \| Rüdiger Selig \| Allemagne \| Bora-Hansgrohe \| 8 \| \| \| 9 \| Alexey Tsatevitch \| Russie \| Gazprom-RusVelo \| 7 \| \| \| 10 \| Vincenzo Nibali \| Italie \| Bahrain-Merida \| 6 \| \| \| 11 \| Tom Dumoulin \| Pays-Bas \| Sunweb \| 5 \| \| \| 12 \| Geraint Thomas \| Royaume-Uni \| Sky \| 4 \| \| \| 13 \| Salvatore Puccio \| Italie \| Sky \| 3 \| \| \| 14 \| Sacha Modolo \| Italie \| UAE Emirates \| 2 \| \| \| 15 \| Adam Yates \| Royaume-Uni \| Orica-Scott \| 1 \| \| |                   |                |                   |        |       |
| | Cycliste          | Nat            | Équipe            | Points | Bonif |
| 1 | Caleb Ewan        | Australie      | Orica-Scott       | 50     | 10 s  |
| 2 | Fernando Gaviria  | Colombie       | Quick-Step Floors | 35     | 6 s   |
| 3 | Sam Bennett       | Irlande        | Bora-Hansgrohe    | 25     | 4 s   |
| 4 | André Greipel     | Allemagne      | Lotto-Soudal      | 18     |       |
| 5 | Jasper Stuyven    | Belgique       | Trek-Segafredo    | 14     |       |
| 6 | Ryan Gibbons      | Afrique du Sud | Dimension Data    | 12     |       |
| 7 | Enrico Battaglin  | Italie         | Lotto NL-Jumbo    | 10     |       |
| 8 | Rüdiger Selig     | Allemagne      | Bora-Hansgrohe    | 8      |       |
| 9 | Alexey Tsatevitch | Russie         | Gazprom-RusVelo   | 7      |       |
| 10 | Vincenzo Nibali   | Italie         | Bahrain-Merida    | 6      |       |
| 11 | Tom Dumoulin      | Pays-Bas       | Sunweb            | 5      |       |
| 12 | Geraint Thomas    | Royaume-Uni    | Sky               | 4      |       |
| 13 | Salvatore Puccio  | Italie         | Sky               | 3      |       |
| 14 | Sacha Modolo      | Italie         | UAE Emirates      | 2      |       |
| 15 | Adam Yates        | Royaume-Uni    | Orica-Scott       | 1      |       |

### Cols et côtes
| - Bosco delle Pianelle, 4e catégorie (km 154,1) \| \| Cycliste \| Pays \| Équipe \| Points \| \| - \| ----------------- \| -------- \| ----------------------------- \| ------ \| \| 1 \| Giuseppe Fonzi \| Italie \| Wilier Triestina-Selle Italia \| 3 \| \| 2 \| Dmitry Kozontchuk \| Russie \| Gazprom-RusVelo \| 2 \| \| 3 \| Jan Polanc \| Slovénie \| UAE Emirates \| 1 \| |                   |          |                               |        |
| | Cycliste          | Pays     | Équipe                        | Points |
| 1 | Giuseppe Fonzi    | Italie   | Wilier Triestina-Selle Italia | 3      |
| 2 | Dmitry Kozontchuk | Russie   | Gazprom-RusVelo               | 2      |
| 3 | Jan Polanc        | Slovénie | UAE Emirates                  | 1      |

## Classements à l'issue de l'étape

### Classement général
| \| Classement général \| Classement général \| Classement général \| Classement général \| Classement général \| \| Coureur \| Coureur \| Pays \| Équipe \| Temps \| \| ------------------ \| ------------------ \| ------------------ \| ------------------ \| ------------------ \| \| 1er \| Bob Jungels \| Luxembourg \| Quick-Step Floors \| 33 h 56 min 07 s \| \| 2e \| Geraint Thomas \| Royaume-Uni \| Team Sky \| + 6 s \| \| 3e \| Adam Yates \| Royaume-Uni \| Orica-Scott \| + 10 s \| \| 4e \| Vincenzo Nibali \| Italie \| Bahrain-Merida \| + 10 s \| \| 5e \| Domenico Pozzovivo \| Italie \| AG2R La Mondiale \| + 10 s \| \| 6e \| Tom Dumoulin \| Pays-Bas \| Team Sunweb \| + 10 s \| \| 7e \| Nairo Quintana \| Colombie \| Movistar Team \| + 10 s \| \| 8e \| Bauke Mollema \| Pays-Bas \| Trek-Segafredo \| + 10 s \| \| 9e \| Andrey Amador \| Costa Rica \| Movistar Team \| + 10 s \| \| 10e \| Tejay van Garderen \| États-Unis \| BMC Racing Team \| + 10 s \| |                    |             |                   |                  |
| |                    |             |                   |                  |
| Source : ProCyclingStats |                    |             |                   |                  |
| Classement général |                    |             |                   |                  |
| Coureur | Coureur            | Pays        | Équipe            | Temps            |
| 1er | Bob Jungels        | Luxembourg  | Quick-Step Floors | 33 h 56 min 07 s |
| 2e | Geraint Thomas     | Royaume-Uni | Team Sky          | + 6 s            |
| 3e | Adam Yates         | Royaume-Uni | Orica-Scott       | + 10 s           |
| 4e | Vincenzo Nibali    | Italie      | Bahrain-Merida    | + 10 s           |
| 5e | Domenico Pozzovivo | Italie      | AG2R La Mondiale  | + 10 s           |
| 6e | Tom Dumoulin       | Pays-Bas    | Team Sunweb       | + 10 s           |
| 7e | Nairo Quintana     | Colombie    | Movistar Team     | + 10 s           |
| 8e | Bauke Mollema      | Pays-Bas    | Trek-Segafredo    | + 10 s           |
| 9e | Andrey Amador      | Costa Rica  | Movistar Team     | + 10 s           |
| 10e | Tejay van Garderen | États-Unis  | BMC Racing Team   | + 10 s           |

### Classement du meilleur jeune
| Classement du meilleur jeune | Classement du meilleur jeune | Classement du meilleur jeune | Classement du meilleur jeune | Classement du meilleur jeune |
|                              | Coureur                      | Pays                         | Équipe                       | Temps                        |
| ---------------------------- | ---------------------------- | ---------------------------- | ---------------------------- | ---------------------------- |
| 1er                          | Bob Jungels                  | Luxembourg                   | Quick-Step Floors            | en 33 h 56 min 7 s           |
| 2e                           | Adam Yates                   | Royaume-Uni                  | Orica-Scott                  | + 10 s                       |
| 3e                           | Davide Formolo               | Italie                       | Cannondale-Drapac            | + 10 s                       |
| 4e                           | Jan Polanc                   | Slovénie                     | UAE Emirates                 | + 1 min 18 s                 |
| 5e                           | Simone Petilli               | Italie                       | UAE Emirates                 | + 1 min 34 s                 |
| modifier                     |                              |                              |                              |                              |

### Classement aux points
| Classement par points | Classement par points | Classement par points | Classement par points         | Classement par points |
| Coureur               | Coureur               | Pays                  | Équipe                        | Points                |
| --------------------- | --------------------- | --------------------- | ----------------------------- | --------------------- |
| 1er                   | Fernando Gaviria      | Colombie              | Quick-Step Floors             | 191 pts               |
| 2e                    | Jasper Stuyven        | Belgique              | Trek-Segafredo                | 160 pts               |
| 3e                    | André Greipel         | Allemagne             | Lotto-Soudal                  | 129 pts               |
| 4e                    | Caleb Ewan            | Australie             | Orica-Scott                   | 100 pts               |
| 5e                    | Lukas Pöstlberger     | Autriche              | Bora-Hansgrohe                | 92 pts                |
| 6e                    | Daniel Teklehaimanot  | Érythrée              | Dimension Data                | 78 pts                |
| 7e                    | Kristian Sbaragli     | Italie                | Dimension Data                | 76 pts                |
| 8e                    | Silvan Dillier        | Suisse                | BMC Racing Team               | 68 pts                |
| 9e                    | Eugert Zhupa          | Albanie               | Wilier Triestina-Selle Italia | 60 pts                |
| 10e                   | Sam Bennett           | Irlande               | Bora-Hansgrohe                | 57 pts                |

### Classement du meilleur grimpeur
| Classement du meilleur grimpeur | Classement du meilleur grimpeur | Classement du meilleur grimpeur | Classement du meilleur grimpeur | Classement du meilleur grimpeur |
| ------------------------------- | ------------------------------- | ------------------------------- | ------------------------------- | ------------------------------- |
|                                 | Coureur                         | Pays                            | Équipe                          | Point(s)                        |
| 1er                             | Jan Polanc                      | Slovénie                        | UAE Emirates                    | 44 points                       |
| 2e                              | Daniel Teklehaimanot            | Érythrée                        | Dimension Data                  | 23 pts                          |
| 3e                              | Ilnur Zakarin                   | Russie                          | Katusha-Alpecin                 | 18 pts                          |
| 4e                              | Jacques Janse van Rensburg      | Afrique du Sud                  | Dimension Data                  | 15 pts                          |
| 5e                              | Simone Andreetta                | Italie                          | Bardiani CSF                    | 15 pts                          |
| modifier                        |                                 |                                 |                                 |                                 |

### Classements par équipes

#### Classement au temps
| Classement par équipes | Classement par équipes | Classement par équipes | Classement par équipes |
| Équipe                 | Équipe                 | Pays                   | Temps                  |
| ---------------------- | ---------------------- | ---------------------- | ---------------------- |
| 1re                    | UAE Team Emirates      | Émirats arabes unis    | 101 h 49 min 20 s      |
| 2e                     | Cannondale-Drapac      | États-Unis             | + 4 s                  |
| 3e                     | Movistar Team          | Espagne                | + 27 s                 |
| 4e                     | Astana                 | Kazakhstan             | + 3 min 12 s           |
| 5e                     | Bahrain-Merida         | Bahreïn                | + 4 min 34 s           |
| 6e                     | AG2R La Mondiale       | France                 | + 5 min 28 s           |
| 7e                     | Team Sunweb            | Allemagne              | + 7 min 28 s           |
| 8e                     | Sky                    | Royaume-Uni            | + 8 min 11 s           |
| 9e                     | FDJ                    | France                 | + 9 min 17 s           |
| 10e                    | Trek-Segafredo         | États-Unis             | + 9 min 18 s           |

#### Classement aux points
| Classement par équipes aux points | Classement par équipes aux points | Classement par équipes aux points | Classement par équipes aux points |
| Équipe                            | Équipe                            | Pays                              | Points                            |
| --------------------------------- | --------------------------------- | --------------------------------- | --------------------------------- |
| 1re                               | Quick-Step Floors                 | Belgique                          | 218 pts                           |
| 2e                                | Bora-Hansgrohe                    | Allemagne                         | 191 pts                           |
| 3e                                | Trek-Segafredo                    | États-Unis                        | 179 pts                           |
| 4e                                | Dimension Data                    | Afrique du Sud                    | 146 pts                           |
| 5e                                | UAE Team Emirates                 | Émirats arabes unis               | 137 pts                           |
| 6e                                | Orica-Scott                       | Australie                         | 124 pts                           |
| 7e                                | Lotto-Soudal                      | Belgique                          | 119 pts                           |
| 8e                                | Wilier Triestina-Selle Italia     | Italie                            | 77 pts                            |
| 9e                                | Gazprom-RusVelo                   | Russie                            | 72 pts                            |
| 10e                               | BMC Racing Team                   | États-Unis                        | 58 pts                            |